# Rhaphuma maculata
Rhaphuma maculata är en skalbaggsart som beskrevs av Schwarzer 1931. Rhaphuma maculata ingår i släktet Rhaphuma och familjen långhorningar. Inga underarter finns listade i Catalogue of Life.